# Gabriel Jiménez Emán
Gabriel Jiménez Emán (Caracas, Venezuela, 21 de junio de 1950) es un escritor, narrador, poeta, ensayista, compilador y traductor venezolano, destacando más en el ámbito de la narrativa y la poética, la cual ha sido traducida a varios idiomas y recogida en antologías latinoamericanas y europeas.

## Biografía
Vivió cinco años en Barcelona y ha representado a Venezuela en eventos internacionales en Atenas, París, Nueva York, México, Sevilla, Salamanca, Oporto, Buenos Aires, Santo Domingo, Ginebra y Quito.  
Es traductor de poesía de lengua inglesa y editor independiente. Dirige la revista y las ediciones Imaginaria, dedicadas a lo inquietante y lo fantástico. Dirige Imagen. Revista latinoamericana de Cultura, publicación del Ministerio del Poder Popular para la Cultura (Caracas, Venezuela, 2013).

## Obra

### Narrativa
- La isla del otro (Monte Ávila, 1979)
- Una fiesta memorable (Planeta, 1991)
- Mercurial (Planeta, 1994)
- Sueños y guerras del Mariscal (Ediciones B, Bruguera, Caracas, 2007; Fondo Editorial Eugenio Espejo, Quito, Ecuador, 2010; Alba Bicentenario, Narrativa, Editorial Arte y Literatura, La Habana, Cuba, 2012))
- Paisaje con ángel caído (Imaginaria, 2004)
- Averno (El Perro y la Rana, 2007)
- Hombre mirando al sur. Tributo al jazz (Imaginaria, Coro, estado Falcòn, 2014)

### Cuento
- Los dientes de Raquel (La Draga y el Dragón, 1973)
- Saltos sobre la soga (Monte Ávila, 1975)
- Los 1001 cuentos de 1 línea (Fundarte, 1980)
- Relatos de otro mundo (1988)
- Tramas imaginarias (Monte Ávila, 1990)
- Biografías grotescas (Memorias de Altagracia, 1997)
- La gran jaqueca y otros cuentos crueles (Imaginaria, 2002)
- El hombre de los pies perdidos (Thule, España, 2005)
- La taberna de Vermeer y otras ficciones (Alfaguara, Caracas, 2005)
- Había una vez…101 fábulas posmodernas (Alfaguara, 2009)
- Divertimentos mínimos. 100 textos escogidos con pinza (La parada literaria, Barquisimeto, 2011)
- Consuelo para moribundos y otros microrrelatos (Ediciones Rótulo, San Felipe, Estado Yaracuy, 2012)
- Cuentos y microrrelatos (Monte Ávila Editores Biblioteca Básica de Autores Venezolanos, Caracas, 2013)

- Los brazos de Karym (Caracas , Valenzuela*

### Ensayo
- Diálogos con la página (Academia Nacional de la Historia, Caracas, 1984)
- Provincias de la palabra (Planeta, Caracas, 1995)
- Espectros del cine (Cinemateca Nacional, Caracas, 1998)
- Una luz en el camino. Fundamentos de ética para adolescentes (Biblioteca Básica Temática, Ministerio del Poder Popular para la Cultura, Caracas, 2004)
- El espejo de tinta (Fondo Editorial Ambrosía, Caracas, 2007)
- El contraescritor (Editorial El perro y la rana, Caracas, 2008)
- Impreso en la retina. Crónicas de un adicto fílmico (Universidad Experimental de Yaracuy, San Felipe, Estado Yaracuy, Venezuela, 2010).

### Poesía
- Narración del doble (Fundarte, Caracas, 1978)
- Materias de sombra (Premio Monte Ávila de Poesía, 1983)
- Baladas profanas (La oruga luminosa, San Felipe, Estado Yaracuy, 1993)
- Proso estos versos (Círculo de Escritores de Cojedes, 1998)
- Historias de Nairamá (Fondo Editorial del Caribe, 2007)
- Balada del bohemio místico. Obra poética 1973-2006 (Monte Ávila Editores, Caracas, 2010)

### Antologías
- El ensayo literario en Venezuela (La Casa de Bello, Caracas, 1988)
- Relatos venezolanos del siglo XX (Biblioteca Ayacucho, 1989)
- Mares. El mar como tema en la poesía venezolana (Banco Unión- Ateneo de Caracas, Premio ANDA, 1990)
- Ficción Mínima. Muestra del cuento breve en América (Fundarte, Caracas, 1996)
- Noticias del futuro. Clásicos literarios de la ciencia ficción (Fundación Editorial El perro y La rana, 2010)
- En Micro. Antología del microrrelato venezolano (Alfaguara, Caracas, 2010)